# Khủng hoảng chính trị Thái Lan 2013–14
Các cuộc biểu tình chống chính phủ ở Thái Lan đã diễn ra từ đầu tháng 11 năm 2013. Sau ba năm tương đối ổn định, các cuộc biểu tình phổ biến ở Bangkok đã chống đối chính quyền Chính phủ của Thủ tướng Yingluck Shinawatra, kích hoạt bởi một dự luật ân xá được đề xuất tạo điều kiện cho sự trở lại của cựu Thủ tướng lưu vong Thaksin Shinawatra. 
Dự luật đã được Hạ viện Thái Lan do đảng Puea Thai chiếm đa số thông qua ngày 01 tháng 11, và gây ra sự phản đối từ cả hai đảng Dân chủ và đảng ủng hộ chính phủ phong trào áo đỏ.
Trong một tuyên bố, bà Yingluck kêu gọi Thượng viện bác bỏ dự luật ân xá vì Hạ viện không thể thu hồi dự luật đã thông qua.
Ngày 11/11/2013, Thượng viện Thái Lan đã 100% nhất trí bác bỏ dự luật ân xá.
Đảng cầm quyền Puea Thai của Thủ tướng Yingluck đã đề nghị thông qua dự luật nói trên, theo đó ân xá cho tất cả các đảng phái cũng như các cá nhân liên quan đến các vụ bạo động đường phố và bị bắt kể từ năm 2004. 
Phe đối lập cho rằng anh trai thủ tướng Yingluck là người hưởng lợi nhiều nhất từ luật ân xá này và nếu được ân xá thì ông Thaksin có cơ hội quay lại chính trường Thái Lan. Tham gia biểu tình có cựu Thủ tướng Abhisit Vejjajiva và Phó Thủ tướng Suthep Thaugsuban. Ông Suthep tuyên bố sẽ tiếp tục các cuộc biểu tình chống dự luật ân xá này cho tới khi dự luật nói trên bị cả Thượng viện và Tòa án Hiến pháp từ chối thông qua hoặc được Chính phủ do Thủ tướng Thái Lan Yingluck Shinawatra lãnh đạo rút lại.
Thủ tướng Yingluck đã trải qua bỏ phiếu bất tín nhiệm ở Quốc hội nhưng đã vượt qua được đợt bỏ phiếu. Bà tuyên bố sẽ từ chức và cho giải tán Quốc hội để bầu cử sớm vì anh ninh hòa bình đất nước nhưng phải phù hợp Hiến pháp Thái Lan, bà bác bỏ Hội đồng nhân dân của phe đối lập đề xuất.
Cảnh sát đã dùng hơi cay và sóng tần số cao để trấn áp người biểu tình.
Tòa án hình sự ở Bangkok đã phê chuẩn lệnh bắt đối với lãnh đạo biểu tình Suthep vì tội xúi giục nổi loạn.
Ngày 3 tháng 12 năm 2013, cảnh sát cho phép người biểu tình vào trụ sở chính phủ và sở cảnh sát thành phố Băng Cốc, trong động thái bất ngờ giúp giảm căng thẳng trước ngày sinh nhật quốc vương Rama IX. 
Phe đối lập thề tuần hành cho một "trận chiến cuối cùng" ngày 9/12. Để gia tăng sức ép, ngày 10/12, 153 dân biểu Đảng Dân chủ đã từ chức.
Trước áp lực từ các cuộc biểu tình của những người phản đối, sáng 9/12/2013, Thủ tướng Thái Lan Yingluck Shinawatra tuyên bố giải tán Quốc hội và kêu gọi bầu cử sớm. Bà đã đệ trình lên quốc vương Thái Lan kiến nghị giải tán Quốc hội và tổ chức bầu cử sớm vào ngày 2 tháng 2 năm 2014. Quốc vương Thái Lan đã phê chuẩn kiến nghị giải tán Quốc hội.

## Vai trò quân đội

### Thiết quân luật
Ngày 20 tháng 5 năm 2014, Quân đội Thái Lan tuyên bố họ đang áp dụng thiết quân luật. Theo ông chỉ huy trưởng quân đội, Prayuth Chan-ocha, biện pháp đó là để ‘duy trì luật pháp và trật tự’ trong bối cảnh khủng hoảng chính trị kéo dài ở nước này.
Quân đội nước này khẳng định rằng việc họ nhận lãnh trách nhiệm về an ninh quốc gia ‘không phải là hành động đảo chính’. Cố vấn an ninh của thủ tướng tạm quyền nói chính phủ không được quân đội tham vấn về quyết định này.

### Đảo chính
Sau khi 2 đảng tranh chấp thất bại trong việc biểu quyết một giải pháp chung để đưa Thái Lan ra khỏi tình trạng bế tắc chính trị, ông Prayuth Chan-ocha, chỉ huy quân đội, đã lên nắm quyền và ban lệnh giới nghiêm cho cả nước từ 10 giờ tối đến 5 giờ sáng. Lãnh tụ của phe Đối lập, Suthep Thaugsuban, đang bị bắt giữ